# Santa Lucía Milpas Altas
Santa Lucía Milpas Altas – miasto w południowej części Gwatemali, w departamencie Sacatepéquez. Według danych szacunkowych z 2012 roku liczba mieszkańców wynosiła 12 166 osób. 
Santa Lucía Milpas Altas leży 14 km na wschód od stolicy departamentu – miasta Antigua Guatemala. Miasto zostało założone w 1824 roku przez Francisco de Monterroso.
Santa Lucía Milpas Altas leży na wysokości 1970 m n.p.m.

## Santa Lucía Milpas Altas
Miasto jest siedzibą władz gminy o tej samej nazwie, która jest jedną z szesnastu gmin w departamencie. W 2012 roku gmina liczyła 15 048 mieszkańców.
Gmina jak na warunki Gwatemali jest bardzo mała, a jej powierzchnia obejmuje zaledwie 19 km². Mieszkańcy gminy utrzymują się głównie z rolnictwa, turystyki oraz z rzemiosła artystycznego.